# Hydropus marginellus
Hydropus marginellus är en svampart som tillhör divisionen basidiesvampar, och som först beskrevs av Christiaan Hendrik Persoon och Fr., och fick sitt nu gällande namn av Rolf Singer. Hydropus marginellus ingår i släktet Hydropus, och familjen Porotheleaceae. Arten har ej påträffats i Sverige.